# Nasdaq
Nasdaq Stock Market (раніше був акронімом NASDAQ для англ. National Association of Securities Dealers Automated Quotation — Автоматизовані котирування Національної асоціації дилерів цінних паперів, читається як [насда́к]) — американська фондова біржа, що спеціалізується на акціях високотехнологічних компаній (виробництво електроніки, програмного забезпечення тощо).
Одна з трьох основних фондових бірж США (поряд з NYSE і NYSE American (AMEX)), контролюється SEC. Власник біржі — американська компанія Nasdaq Inc. Окрім Nasdaq їй належать ще 8 європейських бірж.
Заснована 8 лютого 1971. Назва походить від автоматичної системи отримування котирувань, що поклало початок біржі. Nasdaq є найбільшою в США електронною системою торгівлі цінними паперами. У ній зареєстровано понад 3,3 тис. компаній. Учасниками Nasdaq є провідні компанії в таких напрямках бізнесу, як високі технології, роздрібна торгівля, телекомунікації, фінансові послуги, транспорт, ЗМІ, біотехнології. Перше місце за кількістю компаній-учасників NASDAQ посідають США, друге — Канада, третє — Ізраїль.

## Історія

### Поява NASD
У 1938 Конгресом США був прийнятий документ, що отримав назву «Акт Мелоні» (Maloney Act). Цей акт зобов'язав всіх брокерів, які не є членами будь-якої біржі (яких значно більше, ніж брокерів-членів бірж), приєднатися до саморегульованій організації, яка буде відповідальна за регулювання позабіржового ринку. Наступного року така оргагізація (SRO - Self-Regulatory Organization) була сформована. Вона була названа National Association of Securities Dealers, або скорочено NASD — Національна асоціація дилерів цінних паперів.
NASD була зобов'язана:
- приймати правила та процедури з метою запобігання шахрайських і маніпулятивних дій;
- робити все можливе для попередження порушень її членами законодавства про цінні папери, норм або правил самої NASD;
- підтримувати чесні та однакові для всіх принципи торгівлі;
- захищати інтереси інвесторів та публіки.

У 2000-2001 рр NASD продала свою частку Nasdaq.
У 2007 році замість NASD з'явилась організація FINRA.

### Поява NASDAQ
У 1968 з ініціативи Конгресу США комісія з цінних паперів і бірж провела спеціальне дослідження з приводу «незадовільного стану позабіржового ринку цінних паперів». Справа в тому, що фінансова звітність по компаніях найчастіше відсутня або публікувалася нерегулярно, а сам позабіржовий ринок, незважаючи на досить високі прибутки, мав низьку ліквідність. За результатами розслідування, проведеного комісією, Національній асоціації торговців цінними паперами (NASD) була доручена систематизація та автоматизація всього роздрібного ринку цінних паперів. Саме наприкінці 60-х років почався активний розвиток комп'ютерних технологій, які дозволили вирішити це завдання. У результаті була створена позабіржова електронна система торгівлі цінними паперами NASD Automated Quotations (NASDAQ).
Перші угоди на біржі NASDAQ були укладені 8 лютого 1971. Спочатку NASDAQ являв собою лише інформаційну базу, «дошку оголошень», в якій транслювалися усереднені, а потім найкращі котирування дилерів позабіржового ринку.

### Розвиток біржі
У 1982 акції американських компаній, що відповідають більш високим вимогам лістингу, були виділені в NASDAQ National Market (NNM). Перш за все, це було зроблено для відсіювання дрібних компаній, що прагнуть увійти до лістингу системи (а їх було дуже багато). Для здійснення даної мети вимоги для участі компаній у діяльності на національному ринку були посилені. Тільки в 1990 році оформилася друга група акцій, що представляють компанії з невеликою капіталізацією (близько 40 % від загального числа компаній), — Nasdaq Small Cap Market (SCM).
У 1984 на біржі почала працювати система виконання малих замовлень — Small Order Execution System (SOES). Ця система дала можливість виконувати замовлення маленького обсягу проти найкращих котирувань маркет-мейкерів, що серйозно розширило торгові можливості.
У 1990 запущена торговельна система SelectNet, яка розширила можливості для розміщення та виконання угод за найкращою ціною і більшого обсягу, ніж можливі за допомогою SOES.
У березні 2023 року Nasdaq повідомила російську компанію Яндекс та японсько-російську компанію Ozon.ru про виключення їхніх акцій з лістингу через рік після того, як 24.02.2022 торги їхніми цінними паперами було припинені.

## Функціонування біржі

### Час роботи
Регулярна торгова сесія Nasdaq починається о 9:30 ранку і закінчується о 16:00 вечора (за часом Східного узбережжя США). Торговельні операції проводяться на базі платформ SuperMontage і Primex. Після закінчення регулярної сесії, можливо проведення торгів до 20:00 під час післяторгової сесії через платформу SelectNet

### Схема торгівлі
Схема, за якою ведеться торгівля на біржі NASDAQ, відрізняється від традиційної біржової схеми. Кілька маркет-мейкерів тут змагаються за виконання замовлення клієнта. Зараз на біржі їх близько шестисот. Основна функція маркет-мейкерів в NASDAQ (так само, як і у NYSE) — безперервне виставляння котирувань та підтримка ліквідності по певній групі акцій під час торгівлі. Тобто, маркет-мейкер зобов'язаний виконати заявку клієнта за рахунок власних резервів у випадку відсутності на ринку відповідної протилежної заявки. Деякі маркет-мейкери підтримують кілька сотень акцій, інші — кілька тисяч. У результаті, в середньому, на один вид акцій ліквідність підтримують чотирнадцять маркет-мейкерів, а за іншими — до п'ятдесяти. Котирування системи NASDAQ з даної акції — результат зіставлення котирувань, що надаються маркет-мейкерами і альтернативними торговими системами.

### Ринки NASDAQ

#### NASDAQ Global Market та NASDAQ Global Select Market
У липні 2006 NASDAQ National Market розділився на NASDAQ Global Market та NASDAQ Global Select Market. Розділення є суто номінальним та ніяк не вплинуло на стандарти лістингу. Для отримання лістингу на NASDAQ Global Market компанія повинна відповідати жорстким критеріям фінансового становища, капіталізації та корпоративного управління. Критерії для NASDAQ Global Select Market є ще суворішими.

#### NASDAQ Capital Market
NASDAQ Capital Market (у минулому — NASDAQ SmallCap Market) — ринок NASDAQ для акцій компаній малої капіталізації, що поки що не відповідають жорстким критеріям деяких бірж. NASDAQ Capital Market надає три категорії лістингових стандартів, Equity Standard, Market Value of Listed Securities Standard та Total Assets/Total Revenue Standard. Компанія має відповідати лише одній з категорій для того, щоб мати змогу розмістити свої акції на цьому ринку.

### Комп'ютерні торговельні системи

#### SOES
SOES (Small Order Execution System) — це система виконання дрібних ордерів. SOES була призначена для денних трейдерів, які торгують на ринку NASDAQ пакетами до 1000 акцій. Вона дозволяла дрібним інвесторам отримати доступ до системи Nasdaq і її маркет-мейкерів. Система була запущена після біржового краху 1987 року. Її головним завданням було забезпечення ліквідності ринку для звичайних інвесторів. SOES дозволяла індивідуальним інвесторам здійснювати операції з акціями NASDAQ з інституційними інвесторами, які постійно виставляють по цих акціях свої котирування на купівлю / продаж.
Участь маркет-мейкерів в SOES по всіх акціях Nasdaq стало обов'язковим у 1988 році. Причиною цього стало те, що під час біржового кризи 1987 роки безліч дрібних інвесторів не змогли отримати доступ до котирувань маркет-мейкерів. До цього моменту брокерам для виконання клієнтських ордерів доводилося дзвонити маркетмейкером по телефону, а оскільки під час біржової кризи додзвонитися до маркетмейкерів було практично неможливо, багато клієнтські ордера залишилися без виконання. Система SOES повинна була забезпечити для індивідуальних клієнтів доступ на ринок Nasdaq, а значить — зміцнити до нього довіру. У цей час система SOES на біржі не використовується.

#### SelectNet
У 1988 на біржі NASDAQ була введена в експлуатацію система підтвердження угод (Order Confirmation Transaction service — OCT). Система дозволяла позбутися проблем передачі ордери по телефону і постановки ордера в хвилини швидкого руху ринку. Тепер ордери передаються електронно через OCT, і при наявності зустрічної заявки виконуються автоматично. У 1990 році OCT була перейменована в SelectNet. У цей період розширилися можливості проведення переговорів між продавцем і покупцем, а також з'явилася можливість направляти ордер всім маркетмейкером одночасно.

#### SuperMontage
SuperMontage — нова система відображення котирувань руху ордерів. Вона офіційно була запущена в дію 7 жовтня 2003 а в Європі, а 14 жовтня 2003 і в США. Система SuperMontage змінила застарілу платформу SuperSoes і в цей час служить для торгівлі акціями NASDAQ National Market і Nasdaq Small Cap Market. Крім того, SuperMontage забезпечує доступ до торгівлі акціями, що звертаються на інших біржах США.

### Сайт
У 1999 сайт біржі зламаний групою хакерів під назвою United Loan Gunmen. Хакери залишили на сайті записку, в якій повідомляли, що злам був проведений для того, щоб «акції різко підскочили вгору, зробивши щасливими всіх інвесторів, а потім, ми сподіваємося, всі інвестори повісять на бампери своїх мерседесів наклейки „Спасибі ULG!“». Крім цього хакери створили собі e-mail аккаунт на сервері NASDAQ. Під час цього інциденту ніякого порушення фінансових транзакцій не відбулося.

## Угоди

### Перша спроба купити LSE
У березні 2006 NASDAQ здійснив першу спробу придбати LSE (Лондонська фондова біржа). Однак угода не відбулася. За словами керівництва Лондонської біржі, NASDAQ запропонував сильно занижену ціну з розрахунку $ 17,42 за акцію. Після негативної відповіді з боку LSE, NASDAQ зайнялася скуповуванням її акцій і вже менш ніж через два місяці стала найбільшим акціонером LSE, зібравши пакет з 25,1 % акцій.

### Друга спроба купити LSE
20 листопада 2007 придбала додатковий пакет акцій LSE і збільшила свою частку в ній до 28,75 %. Після цього NASDAQ знову оголосив про намір придбати LSE, запропонувавши 2,7 мільярда фунтів, ($ 5,1 мільярда), тобто за ціною 12,43 фунта на акцію. Але через 7 годин Nasdaq отримала відмову від LSE. Виконавчий генеральний директор LSE Клара Ферс пояснила, що Nasdaq «не змогла оцінити значні показники росту і перспективи її групи як самостійної компанії».

### NASDAQ і OMX
25 травня 2007 домовилася про придбання свого шведського конкурента OMX за 25,1 мільярда шведських крон (3,7 мільярда доларів). Таким чином, вона нарешті виходить на європейський ринок після двох невдалих спроб придбати Лондонську фондову біржу (LSE). Після злиття їй же буде належати третина біржі International Exchange St Petersburg (IXSP) у Санкт-Петербурзі, яка була створена за участю OMX.
Об'єднана компанія буде називатися NASDAQ OMX Group. Акціонери NASDAQ отримають 72 % акцій нової біржі, а шведам дістанеться 28 %. Лістинг на біржі будуть мати більше 4 000 компаній, включаючи Volvo, Nokia і Microsoft. Їхня сукупна капіталізація досягне 5,5 трильйонів доларів.

## Індекси NASDAQ

### Загальні відомості
Як і будь-яка інша торгова система, біржа NASDAQ має ряд своїх індексів ділової активності. У цей час на NASDAQ котируються акції не тільки високотехнологічних компаній, тому виникла ціла система індексів, кожний з яких відображає ситуацію у відповідній галузі економіки. Зараз існує тринадцять таких індексів, в основі яких лежать котирування цінних паперів, що торгуються в електронній системі NASDAQ.

### Nasdaq Composite Index
Індекс високотехнологічних компаній NASDAQ Composite досяг свого піку в березні 2000 року, після чого відбулося обвальне падіння Nasdaq Composite Index — це зведений індекс NASDAQ. Він містить у собі більше п'яти тисяч компаній (як американських, так і закордонних), які входять до лістингу NASDAQ. Акції будь-якої з них впливають на індекс пропорційно своєї ринкової вартості. Ринкова вартість розраховується дуже просто: загальна кількість акцій компанії множиться на поточну ринкову вартість однієї акції. Розрахунки цього індексу почалися 5 лютого 1971 з рівня 100, у 2000 році він досягав навіть п'ятитисячної позначки, але після загального падіння ринку комп'ютерних та інформаційних технологій знаходиться зараз у районі до двох тисяч пунктів.

### Nasdaq National Market Composite index
Індекс Nasdaq National Market Composite по своїй суті аналогічний індексу Nasdaq Composite з тією різницею, що складені на основі акцій з лістингу Національного ринку (National Market).

### Nasdaq-100 Index
NASDAQ-100 Index — індекс, що розраховується на основі ринкової капіталізації 100 найбільших компаній нефінансового сектора, зареєстрованих на біржі NASDAQ.

### Інші індекси NASDAQ
Крім вищезгаданих існують і інші індекси, наприклад:
- Nasdaq Bank Index — для компаній банківського сектора;
- NASDAQ Biotechnology Index— для медичних і фармацевтичних компаній;
- Nasdaq Computer Index— для компаній, що розробляють програмне й апаратне забезпечення для комп'ютерів;
- Nasdaq Financial Index — для компаній фінансового сектора, крім банків і страхових компаній;
- Nasdaq Industrial Index — для промислових компаній;
- Nasdaq Insurance Index — для страхових компаній;
- Nasdaq Telecommunications Index — для телекомунікаційних компаній.